# Toxizitätsbestimmung
Unter der Toxizitätsbestimmung versteht man die Feststellung der Giftigkeit oder Schädlichkeit – der Toxizität – eines Stoffes. Dabei kann es sich um potentielle neue Medikamente oder andere Chemikalien handeln. Die Toxizitätsbestimmung beruht auf Methoden, die von den zuständigen internationalen Stellen (insbesondere der OECD, siehe OECD-Richtlinien zur Prüfung von Chemikalien) anerkannt und empfohlen worden sind. Toxizitätsbestimmungen werden in den meisten Fällen mittels Tierversuchen durchgeführt. In vielen Fällen dienen Toxizitätsprüfungen jedoch in erster Linie dem Schutz des Menschen, etwa zur Ermittlung möglicher Nebenwirkungen potentieller neuer Humanmedikamente oder zur Risikobewertung im Kontext des Arbeitsschutzes. Daher fördern politische Initiativen sowohl in der EU, als auch in den USA einen Übergang zu humanbasierten Testsystemen für Toxizitätsprüfungen. Auch Vertreter der pharmazeutischen und der chemischen Industrie unterstützen diesen Paradigmenwechsel. Im Allgemeinen müssen Toxizitätsbestimmungen nach den Regeln der Good Laboratory Practice durchgeführt werden.

## Toxikologische Endpunkte
Toxizitätsstudien beinhalten die chemischen Konzentrationen oder Verabreichungsmengen der untersuchten Substanzen, Angaben über beobachtete Wirkungen und Dauer der Aussetzung und beziehen sich in der Regel auf einen speziellen toxikologischen Endpunkt.
Einige Beispiele für solche Endpunkte sind:
- EC50 – Effective Concentration 50 %: Dosis, die bei 50 % einer Versuchspopulation eine andere definierte Wirkung als den Tod auslöst.
- LC50 – Median Lethal Concentration: Letalkonzentration in Wasser, Boden oder Luft, bei der 50 % der Versuchsorganismen innerhalb eines bestimmten Beobachtungszeitraumes sterben.
- LD50 – Median Lethal Dose: Letale Dosis, bei der 50 % aller Versuchstiere, denen eine bestimmte Giftmenge verabreicht wurde, sterben.
- TD50- Median Toxic Dose: Toxische Dosis, bei der 50 % der Versuchsorganismen innerhalb eines bestimmten Beobachtungszeitraumes Anzeichen einer Toxizität zeigen.
- LOAEL – Lowest Observed Adverse Effect Level: Niedrigste Dosis eines verabreichten chemischen Stoffes, bei der im Tierexperiment noch Schädigungen beobachtet wurden.
- LOEL – Lowest Observed Effect Level: Niedrigste Dosis eines verabreichten chemischen Stoffes, bei der im Tierexperiment noch Wirkungen beobachtet wurden.
- NOAEL – No Observed Adverse Effect Level: Höchste Dosis eines Stoffes, die auch bei andauernder Aufnahme keine erkennbaren und messbaren Schädigungen hinterlässt.
- NOEL – No Observed Effect Level: Höchste Dosis eines Stoffes, die auch bei andauernder Aufnahme keine erkennbaren und messbaren Wirkungen hinterlässt.

Der Unterschied zwischen Wirkung und Schädigung ist beispielsweise bei Arzneimitteln von Bedeutung; ein Arzneimittel sollte eine pharmakologische Wirkung bei einer Dosis zeigen, bei der keine toxische Schädigung zu befürchten ist.

## Akute Toxizität
Akute Toxizität umfasst die schädigenden Wirkungen, die innerhalb eines bestimmten Zeitraums (gewöhnlich 14 Tage) nach Verabreichung einer Einzeldosis einer Substanz auftreten.
Die akuten toxischen Wirkungen sowie die Organ- oder Systemtoxizität einer Substanz kann anhand einer Reihe von Toxizitätsprüfungen bewertet werden, die nach einer Einzeldosis erste Rückschlüsse auf die Toxizität zulassen.
Je nach Toxizität der Substanz kann ein Limit-Test oder ein kompletter Test in Erwägung gezogen werden.

### Akute Orale Toxizität: Fest-Dosis-Methode
An Gruppen von Versuchstieren eines Geschlechts wird in einem mehrschrittigen Verfahren nach OECD-Guideline 420 jeweils die feste Dosis 5, 50, 300 und 2.000 mg/kg verabreicht. Als Startdosis wird auf der Grundlage einer Vorstudie die Dosis gewählt, die voraussichtlich gewisse Toxizitätsanzeichen verursachen wird, ohne schwere toxische Wirkungen oder Mortalität hervorzurufen. Weiteren Versuchstiergruppen können höhere oder niedrigere feste Dosen in Abhängigkeit davon verabreicht werden, ob Anzeichen von Toxizität oder Mortalität zu erkennen sind. Diese Vorgehensweise wird fortgesetzt, bis die Dosis ermittelt ist, die offensichtlich toxisch wirkt oder den Tod maximal eines Versuchstieres verursacht hat, bzw. bis bei der höchsten Dosis keine Wirkungen zu erkennen sind oder bis bereits bei der niedrigsten Dosis der Tod von Versuchstieren eintritt.

### Akute Orale Toxizität: Akute-Toxische Klassenmethode
Das Versuchsprinzip der Acute Toxic Class nach OECD-Guideline 423 besteht darin, in einem mehrschrittigen Verfahren bei Verwendung einer minimalen Anzahl von Tieren pro Einzelschritt genügend Informationen über die akute Toxizität der Testsubstanz zu gewinnen, um ihre Klassifizierung zu ermöglichen. Die Substanz wird einer Gruppe von Versuchstieren oral mit einer der festgelegten Dosen verabreicht. Die Substanz wird in einem mehrschrittigen Verfahren getestet, wobei für jeden Schritt jeweils drei Tiere des gleichen Geschlechts (normalerweise weibliche Tiere) verwendet werden. Das Eintreten oder Nichteintreten von prüfsubstanzbedingten Todesfällen bei dem in einem Schritt behandelten Tieren bestimmt über den nächsten Schritt, d. h.:
- ob keine weiteren Tests erforderlich sind,
- ob drei weitere Tiere mit der gleichen Dosis zu behandeln sind,
- ob der nächste Schritt an drei weiteren Tieren mit der nächsthöheren oder nächstniedrigeren Dosis durchzuführen ist.

Die Methode ermöglicht die Beurteilung, eine Testsubstanz innerhalb einer Reihe von Toxizitätsklassen einzuordnen, die durch feste LD50-Abgrenzungswerte definiert sind.

### Akute Toxizität (Inhalation)
Nach OECD-Guideline 403 werden mehrere Versuchstiergruppen mit der Prüfsubstanz in abgestuften Konzentrationen für eine bestimmte Zeit exponiert, und zwar eine Konzentration je Gruppe. Anschließend werden die beobachteten Auswirkungen und Todesfälle registriert. Tiere, die während des Versuchs sterben, sowie die bei Versuchsende überlebenden Tiere werden seziert.

### Akute Toxizität (dermal)
Nach OECD-Guideline 402 wird die Prüfsubstanz in abgestuften Dosierungen mehreren Versuchstiergruppen auf die Haut aufgetragen, und zwar eine Dosierung je Gruppe. Anschließend werden die beobachteten Vergiftungserscheinungen und Todesfälle registriert. Tiere, die während des Versuchs sterben, sowie die bei Versuchsende überlebenden Tiere werden seziert.

### Akute Toxizität: Hautreizung/-Verätzung
Nach OECD-Guideline 404 wird die Prüfsubstanz in einer einmaligen Dosierung auf die Haut eines Versuchstiers aufgetragen; nicht behandelte Hautareale dienen als Kontrolle. Der Grad der Reizung/Verätzung wird in zuvor festgelegten Zeitabständen bestimmt und bewertet und anschließend beschrieben, um eine umfassende Beurteilung der Wirkung vornehmen zu können. Die Beobachtungsdauer soll ausreichend sein, um die Reversibilität bzw. Irreversibilität der Wirkungen vollständig zu erfassen.

### Akute Toxizität: Augenreizung/-Verätzung
Nach OECD-Guideline 405 (siehe auch Draize-Test) wird die Prüfsubstanz in einer einmaligen Dosierung in ein Auge jedes Versuchstiers eingebracht; das unbehandelte Auge dient als Kontrolle. Der Grad der Reizung/Verätzung wird bestimmt, indem in zuvor festgelegten Zeitabständen Schädigungen der Bindehaut, der Hornhaut und der Iris anhand einer Punkteskala bewertet werden. Darüber hinaus werden auch andere Reaktionen des Auges und systemische Schäden beschrieben, um die Wirkungen vollständig beurteilen zu können. Die Beobachtungsdauer soll ausreichend sein, um die Reversibilität bzw. Irreversibilität der Wirkungen vollständig zu erfassen.

## Toxizität bei wiederholter Gabe/subakute, subchronische und chronische Toxizität
Toxizität bei wiederholter Gabe/subchronische Toxizität umfasst die schädigenden Wirkungen, die bei Versuchstieren als Ergebnis wiederholter täglicher Verabreichung oder Exposition gegenüber einer chemischen Substanz auftreten. Die Behandlungsdauer erstreckt sich über eine kurze Zeit im Verhältnis zur speziesspezifischen Lebenszeit.
Die Prüfung auf Toxizität bei wiederholter Gabe bewertet die toxischen Wirkungen bei wiederholter Exposition. Hierbei ist die Notwendigkeit einer sorgfältigen klinischen Beobachtung der Tiere zu unterstreichen, um möglichst viele Daten zu gewinnen. Diese Prüfungen sollten dazu beitragen, die Zielorgane der toxischen Wirkungen sowie die toxischen und nichttoxischen Dosen zu ermitteln. Weitere eingehende Untersuchungen dieser Aspekte können in den Langzeitstudien erforderlich sein.

### Prüfung auf sub-chronische orale Toxizität: 90-Tage-Toxizitätsstudie bei wiederholter oraler Verabreichung an Nagetieren
Bei der Beurteilung und Bewertung der toxischen Merkmale eines chemischen Stoffs kann die Bestimmung der subchronischen Toxizität bei wiederholter oraler Verabreichung von Wirkstoffgaben durchgeführt werden, nachdem erste Toxizitätsdaten anhand von Prüfungen auf akute Toxizität oder 28-Tage-Tests nach OECD-Guideline 407 auf Toxizität bei wiederholter Verabreichung erzielt wurden. Die 90-Tage-Studie nach OECD-Guideline 408 (Nagetiere) oder 409 (Nichtnagetiere) liefert Informationen über mögliche gesundheitliche Schädigungen, die durch wiederholte Exposition über einen längeren Zeitraum, einschließlich der Entwicklung nach dem Abstillen bis zum Erwachsensein, entstehen können. Die Studie liefert ferner Informationen über die wichtigsten toxischen Wirkungen, zeigt die Zielorgane und eine mögliche Bioakkumulation auf und kann zur Ableitung einer NOAEL beitragen, die zur Wahl der Dosierungen für Untersuchungen der chronischen Toxizität und zur Festlegung von Sicherheitskriterien für die Humanexposition herangezogen werden kann.
Die Methode legt außerdem den Schwerpunkt auf neurologische Endpunkte und liefert Hinweise auf immunologische und fortpflanzungsspezifische Wirkungen. Ferner wird die Notwendigkeit sorgfältiger klinischer Beobachtung der Tiere hervorgehoben, um möglichst umfangreiche Informationen zu erhalten. Durch diese Studie sollten chemische Stoffe mit potenzieller neurotoxischer und immunologischer Wirkung sowie Wirkung auf die Fortpflanzungsorgane ermittelt werden, die gegebenenfalls weitergehende Untersuchungen erforderlich machen.
Die Prüfsubstanz wird täglich über einen Zeitraum von 90 Tagen in abgestuften Dosen an mehrere Gruppen von Versuchstieren verabreicht, und zwar eine Dosisstufe je Gruppe. Während des Verabreichungszeitraums werden die Tiere sorgfältig auf Toxizitätsanzeichen beobachtet. Während der Prüfung verendete oder getötete Tiere werden seziert. Am Ende der Prüfung werden alle noch lebenden Tiere getötet und ebenfalls seziert.

## Mutagenität (Genotoxizität)
Mutagenität oder Genotoxizität bezeichnet die Induktion permanenter vererbbarer Veränderungen in Menge oder Struktur des genetischen Materials von Zellen oder Organismen. Diese Veränderungen, sogenannte Mutationen, können ein einzelnes Gen oder Gensegmente, einen Genblock oder ganze Chromosomen betreffen. Die Wirkungen auf ganze Chromosomen können struktureller und/oder numerischer Art sein.

### Rückmutationstest unter Verwendung von Bakterien
Beim auch Ames-Test genannten Rückmutationstest an Bakterien nach der OECD-Richtlinie 471 werden Stämme von Salmonella typhimurium und Escherichia coli, die eine bestimmte Aminosäure benötigen, zum Nachweis von Punktmutationen verwendet, die Substitution, Addition oder Deletion eines oder mehrerer DNA-Basenpaare umfassen. Der unter Verwendung von Bakterien durchgeführte Rückmutationstest beruht auf dem Nachweis von Mutationen, durch die Mutationen in den entsprechenden Stämmen rückgängig gemacht und die funktionale Kapazität der Bakterien zur Synthetisierung einer essentiellen Aminosäure wiederhergestellt wird. Die Revertanten-Bakterien lassen sich an ihrer Fähigkeit zum Wachstum ohne die vom Elternstamm benötigte Aminosäure erkennen.
Punktmutationen sind die Ursache für zahlreiche humangenetische Erkrankungen. Es spricht manches dafür, dass Punktmutationen in Onkogenen und Tumorsuppressorgenen somatischer Zellen an der Entstehung von Krebs bei Menschen und Versuchstieren beteiligt sind. Der Rückmutationstest an Bakterien ist wenig zeitaufwendig, kostengünstig und relativ leicht durchzuführen.
Viele Versuchsstämme weisen mehrere Merkmale auf, die ihnen eine größere Empfindlichkeit beim Nachweis von Mutationen verleihen, darunter reaktive DNA-Sequenzen an den Reversionsorten, erhöhte Zelldurchlässigkeit gegenüber großen Molekülen und Eliminierung von DNA-Reparatursystemen oder Anstieg der fehlerhaften DNA-Reparaturprozesse. Die Spezifität der Versuchsstämme kann wertvollen Aufschluss über die Typen der von gentoxischen Agenzien ausgelösten Mutationen liefern. Für Rückmutationstests unter Verwendung von Bakterien steht ein sehr umfangreicher Bestand an Ergebnissen für eine Vielzahl von Strukturen zur Verfügung, und es wurden gründlich erprobte Methoden zur Prüfung von Chemikalien mit unterschiedlichen physikalisch-chemischen Eigenschaften, darunter flüchtige Verbindungen, entwickelt.

### In-vitro-Test auf Chromosomenaberrationen in Säugetierzellen
Der In-vitro-Test auf Chromosomenaberrationen nach der OECD-Richtlinie 473 dient zum Nachweis von Agenzien, die in Säugerzellkulturen strukturelle Chromosomenaberrationen auslösen. Dabei ist zwischen strukturellen Chromosomentyp- und Chromatidentypaberrationen zu unterscheiden. Bei der Mehrzahl der chemischen Mutagene sind die Aberrationen dem Chromatidentyp zuzuordnen, doch kommen auch Chromosomentypaberrationen vor. Eine Zunahme der Polyploidie ist möglicherweise ein Hinweis darauf, dass ein chemischer Stoff numerische Aberrationen hervorzurufen vermag. Allerdings ist diese Methode nicht zur Messung numerischer Aberrationen bestimmt und wird daher auch nicht routinemäßig dafür eingesetzt.
Chromosomenmutationen und ähnliche Vorgänge sind die Ursache für zahlreiche humangenetische Erkrankungen. Es spricht manches dafür, dass Chromosomenmutationen und ähnliche Vorgänge, die Änderungen in Onkogenen und Tumorsuppressorgenen somatischer Zellen auslösen, an der Entstehung von Krebs bei Menschen und Versuchstieren beteiligt sind.
Beim In-vitro-Chromosomenaberrationstest können Kulturen von etablierten Zelllinien und Zellstämmen oder primäre Zellkulturen zum Einsatz kommen. Die verwendeten Zellen werden unter dem Gesichtspunkt der Wachstumsfähigkeit in Kultur, der Karyotyp-Stabilität, der Chromosomenzahl, der Chromosomenvielfalt und der spontanen Häufigkeit von Chromosomenaberrationen ausgewählt. In vitro durchgeführte Versuche erfordern in der Regel den Zusatz eines exogenen Fremdstoff-Metabolisierungssystems wie des S9-mix. Mit diesem System lassen sich aber die In-vivo-Bedingungen bei Säugetieren nicht gänzlich nachvollziehen. Es sind unbedingt Bedingungen zu vermeiden, bei denen positive Ergebnisse auftreten, die nicht die intrinsische Mutagenität widerspiegeln und möglicherweise aus Veränderungen des pH-Wertes bzw. der Osmolalität oder hochgradiger Zytotoxizität herrühren.
Dieser Test dient zum Nachweis möglicher Mutagene und Kanzerogene in Säugetierzellen. Viele chemische Verbindungen, bei denen der Test positiv ausfällt, haben eine kanzerogene Wirkung auf Säugetiere, doch besteht keine absolute Korrelation zwischen Test und Kanzerogenität. Die Korrelation ist von der chemischen Klasse abhängig, und es gibt zunehmende Anzeichen dafür, dass bestimmte Kanzerogene durch diesen Test nicht nachweisbar sind, da ihre Wirkung anscheinend auf anderen Mechanismen als einer direkten DNA-Schädigung beruht.
Die Behandlung der Zellkulturen mit der Prüfsubstanz erfolgt mit und ohne Zusatz eines Fremdstoff-Metabolisierungssystems. Nach Ablauf eines vorher festgelegten Zeitraums werden die Zellkulturen mit einem Spindelgift (z. B. Colcemid oder Colchicin) behandelt, gewonnen und gefärbt, woraufhin die Metaphasezellen mikroskopisch auf Chromosomenaberrationen untersucht werden.

### In-vitro-Test auf Genmutationen in Säugetierzellen
Der In-vitro-Test auf Genmutationen nach der OECD-Richtlinie 476 dient zum Nachweis von Agenzien, die in Säugerzellkulturen Genmutationen erzeugen können. Häufig in diesem Test verwendete Zelllinien sind Maus-Lymphom-Zellen und CHO-Zellen sowie humane lymphoblastoide Zellen. In der Regel werden Mutationen in den Genen der Thymidinkinase (TK), der Hypoxanthin-Guanin Phosphoribosyltransferase (HPRT) oder der Xanthin-Guanin Phosphoribosyltransferase (XPRT) untersucht. Die TK-, HPRT- und XPRT-Tests detektieren ein unterschiedliches Spektrum an genetischen Ereignissen.
Zellen, denen die Thymidinkinase durch eine Mutation fehlt, sind resistent gegen den zytotoxischen Effekt des Pyrimidin-Analogs Trifluorothymidin (TFT). Mutierte Zellen überleben bei Behandlung durch TFT, während nicht mutierte Zellen abgetötet werden. Analog dazu sind Zellen mit Mutationen in HPRT oder XPRT resistent gegen die Purinanaloga 6-Thioguanin (TG) oder 8-Azaguanin (AG), während nicht mutierte Zellen abgetötet werden. Die gängigste und schnellste Testkombination untersucht Mutationen im TK-Gen in Mauslymphomzellen (ML/TK-Test).
Die Behandlung der Zellkulturen mit der Prüfsubstanz erfolgt mit und ohne Zusatz eines Fremdstoff-Metabolisierungssystems. Gemessen wird die Lebensfähigkeit der Zellen. Die Kulturbedingungen werden so gewählt, dass normalerweise fast alle Zellen nach Behandlung durch die Zellgifte TFT, TG oder AG absterben. Überlebende Zellen bilden nach längerer Kultur sichtbare Kolonien aus, die gezählt werden können; aus der Anzahl der Kolonien kann man die Mutagenität der Prüfsubstanz ableiten. Oft wird auch die Größe der Kolonien zur Auswertung herangezogen.
Auch bei diesem Test sind Bedingungen zu vermeiden, bei denen falsch positive Ergebnisse auftreten, die nicht die intrinsische Mutagenität der Prüfsubstanz widerspiegeln und möglicherweise aus Veränderungen des pH-Wertes bzw. der Osmolalität oder hochgradiger Zytotoxizität herrühren.

### In-vivo-Test auf Chromosomenaberrationen in Säugetierknochenmarkzellen
Der In-vivo-Test auf Chromosomenaberrationen in Säugetierzellen nach der OECD-Richtlinie 475 dient zum Nachweis von strukturellen Chromosomenaberrationen, die von der Prüfsubstanz im Knochenmark von Säugetieren, in der Regel Nagetieren, ausgelöst werden. Dabei ist zwischen strukturellen Chromosomen- und Chromatidentypaberrationen zu unterscheiden. Eine Zunahme der Polyploidie ist möglicherweise ein Hinweis darauf, dass ein chemischer Stoff numerische Aberrationen hervorzurufen vermag. Bei der Mehrzahl der chemischen Mutagene sind die Aberrationen dem Chromatidentyp zuzuordnen, doch kommen auch Chromosomentypaberrationen vor. Chromosomenmutationen und ähnliche Vorgänge sind die Ursache für zahlreiche humangenetische Erkrankungen. Es spricht manches dafür, dass Chromosomenmutationen und ähnliche Vorgänge, die Änderungen in Onkogenen und Tumorsuppressorgenen auslösen, an der Entstehung von Krebs bei Menschen und in Versuchssystemen beteiligt sind.
Bei dieser Prüfung werden routinemäßig Nagetiere eingesetzt. Zielgewebe ist dabei das Knochenmark, da es sich dabei um ein gefäßreiches Gewebe mit einer Population rasch proliferierender Zellen handelt, die sich leicht isolieren und aufarbeiten lassen. Andere Versuchstiere und Zielgewebe sind nicht Gegenstand dieser Methode.
Dieser Chromosomenaberrationstest ist insbesondere für die Bewertung der mutagenen Eigenschaften von Relevanz, da er die Berücksichtigung von Faktoren des In-vivo-Stoffwechsels, der Pharmakokinetik und der DNA-Reparaturprozesse ermöglicht, auch wenn diese bei den einzelnen Spezies und Geweben unterschiedlich sind. Ein In-vivo-Test ist auch für die weitere Untersuchung einer bei In-vitro-Prüfungen festgestellten mutagenen Wirkung von Nutzen.
Wenn Anzeichen dafür bestehen, dass die Prüfsubstanz oder ein reaktiver Metabolit das Zielgewebe nicht erreicht, ist dieser Test nicht geeignet.
Die Tiere erhalten die Prüfsubstanz mittels einer geeigneten Applikationsform verabreicht und werden zu einem geeigneten Zeitpunkt nach der Behandlung getötet. Vor der Tötung werden die Tiere mit einem Spindelgift (z. B. Colchicin oder Colcemid) behandelt. Aus den Knochenmarkzellen werden dann Chromosomen präpariert und gefärbt, und die Metaphasezellen werden auf Chromosomenaberrationen untersucht.

### In-vivo-Erythrozyten-Mikrokerntest bei Säugern
Der In-vivo-Mikrokerntest bei Säugern nach der OECD-Richtlinie 474 dient zum Nachweis einer von der Prüfsubstanz in den Chromosomen oder im mitotischen Apparat von Erythroblasten hervorgerufenen Schädigung durch Analyse der Erythrozyten aus dem Knochenmark und/oder dem peripheren Blut von Tieren, in der Regel Nagern.
Zweck des Mikrokerntests ist der Nachweis von Substanzen, die zytogenetische Schäden hervorrufen, durch die es zur Bildung von Mikrokernen mit zurückgebliebenen Chromosomenfragmenten oder ganzen Chromosomen kommt.
Wenn sich ein Knochenmarkerythroblast zu einem polychromatischen Erythrozyten entwickelt, wird der Hauptkern ausgestoßen. Dabei kann aber ein möglicherweise entstandener Mikrokern im ansonsten entkernten Zytoplasma verbleiben. Die Sichtbarmachung der Mikrokerne wird in diesen Zellen dadurch erleichtert, dass sie keinen Hauptkern aufweisen. Eine Zunahme der Häufigkeit von polychromatischen mikrokernhaltigen Erythrozyten in behandelten Tieren deutet auf die Verursachung einer Chromosomenschädigung hin. Routinemäßig wird bei diesem Test das Knochenmark von Nagern verwendet, da in diesem Gewebe polychromatische Erythrozyten erzeugt werden. Zur Bestimmung von nicht ausgereiften (polychromatischen) mikrokernhaltigen Erythrozyten im peripheren Blut kann aber auch jede Spezies herangezogen werden, bei der erwiesenermaßen die Milz keine mikrokernhaltigen Erythrozyten abzubauen vermag oder eine ausreichende Sensibilität für den Nachweis von Agenzien, die strukturelle oder numerische Chromosomenaberrationen verursachen, gegeben ist. Mikrokerne lassen sich mit Hilfe einer Reihe von Kriterien differenzieren. Dazu zählen die Feststellung des Vorhandenseins oder Fehlens einer Kinetochor- bzw. Zentromer-DNA in den Mikrokernen. Hauptendpunkt ist die Häufigkeit der nicht ausgereiften (polychromatischen) mikrokernhaltigen Erythrozyten. Werden die Tiere kontinuierlich über einen Zeitraum von 4 Wochen oder länger behandelt, kommt aber auch der Anteil der Mikrokerne enthaltenden ausgereiften (normochromatischen) Erythrozyten an einer bestimmten Zahl ausgereifter Erythrozyten im peripheren Blut als Endpunkt des Tests in Betracht.
Der In-vivo-Mikrokerntest bei Säugetieren ist für die Bewertung des mutagenen Risikos von besonderer Bedeutung, da er die Berücksichtigung von Faktoren des In-vivo-Stoffwechsels, der Pharmakokinetik und der DNA-Reparaturprozesse ermöglicht, auch wenn diese bei den einzelnen Spezies, Gewebearten und genetischen Endpunkten unterschiedlich sind. Ein In-vivo-Versuch ist auch für weitere Untersuchungen der mittels In-vitro-System festgestellten mutagenen Wirkungen von Nutzen. Gibt es Anzeichen dafür, dass die Prüfsubstanz oder ein reaktiver Metabolit das Zielgewebe nicht erreicht, ist dieser Test nicht geeignet.
Die Prüfsubstanz wird den Tieren über eine geeignete Applikationsform verabreicht. Bei Verwendung von Knochenmark werden sie zu einem geeigneten Zeitpunkt nach der Behandlung getötet. Das Knochenmark wird entnommen, präpariert und gefärbt. Findet peripheres Blut Verwendung, so wird es zu geeigneten Zeitpunkten nach der Behandlung entnommen, und es werden Ausstrichpräparate hergestellt und gefärbt. Bei Versuchen mit peripherem Blut sollte zwischen der letzten Exposition und der Zellgewinnung möglichst wenig Zeit vergehen. Die Präparate werden auf das Vorhandensein von Mikrokernen untersucht.

## Reproduktionstoxizität, Karzinogenität und Entwicklungstoxizität

### Reproduktionstoxizität
Die Zweigenerationenstudie zur Prüfung der Reproduktion über zwei Generationen nach OECD-Guideline 416 ist darauf ausgerichtet, allgemeine Informationen über die Auswirkungen einer Prüfsubstanz auf die Integrität und die Leistung des männlichen und weiblichen Fortpflanzungssystems zu liefern; dazu gehören die Funktion der Keimdrüsen, der Östrus-Zyklus, das Paarungsverhalten, die Empfängnis, die Trächtigkeit, der Geburtsvorgang, das Säugen und Entwöhnen sowie das Wachstum und die Entwicklung der Nachkommen. Die Studie kann außerdem Informationen über die Auswirkungen der Prüfsubstanz auf die neonatale Morbidität und Mortalität sowie vorläufige Daten über die prä- und postnatale Entwicklungstoxizität erbringen und als Richtschnur für Anschlussprüfungen dienen. Neben der Untersuchung von Wachstum und Entwicklung der F1-Generation soll diese Prüfmethode des Weiteren dazu dienen, Integrität und Leistung des männlichen und weiblichen Fortpflanzungssystems sowie Wachstum und Entwicklung der F2-Generation zu beurteilen. Im Hinblick auf weitere Informationen über die Entwicklungstoxizität oder Funktionsdefizite können zusätzliche Studiensegmente in dieses Protokoll aufgenommen werden, wobei gegebenenfalls die Methode für die Prüfung auf pränatale Entwicklungstoxizität und/oder die Studie auf Entwicklungsneurotoxizität heranzuziehen sind; diese Endpunkte könnten aber auch mit Hilfe geeigneter Prüfmethoden in gesonderten Studien untersucht werden.
Die Prüfsubstanz wird verschiedenen Gruppen von männlichen und weiblichen Tieren in abgestuften Dosen verabreicht. Männchen der P-Generation (Elterntiere) erhalten die Dosen während des Wachstums und mindestens über einen vollständigen Spermatogenesezyklus hinweg (etwa 56 Tage bei der Maus und 70 Tage bei der Ratte), um etwaige schädigende Wirkungen auf die Spermatogenese zu klären. Auswirkungen auf die Samenzellen werden anhand verschiedener Spermienparameter (beispielsweise Spermienmorphologie und -motilität), und anhand von Gewebepräparaten mit ausführlicher histopathologischer Untersuchung bestimmt. Liegen Daten zur Spermatogenese aus einer früheren Studie mit wiederholter Verabreichung von hinreichender Dauer vor, beispielsweise einer 90-Tage-Studie, müssen Männchen der P-Generation nicht mit in die Beurteilung einbezogen werden. Empfohlen wird allerdings, Proben oder digitale Aufzeichnungen von Spermien der P-Generation für eine eventuelle spätere Beurteilung aufzuheben. Weibchen der P-Generation erhalten die Dosen während des Wachstums und über mehrere vollständige Östruszyklen hinweg, um eventuelle schädigende Auswirkungen auf den normalen Östruszyklus durch die Prüfsubstanz festzustellen. Die Prüfsubstanz wird den Elterntieren (P) während der Verpaarung, während der daraus entstehenden Trächtigkeit und während der Entwöhnung ihrer F1-Nachkommen verabreicht. Nach der Entwöhnung wird die Substanz den F1-Nachkommen während des Wachstums bis zum Erwachsenenalter, während der Paarung und Produktion einer F2-Generation weiter verabreicht, bis die F2-Generation entwöhnt wird.
Bei allen Tieren erfolgen klinische Beobachtungen und pathologische Untersuchungen auf Anzeichen für Toxizität; einen besonderen Schwerpunkt bilden dabei die Auswirkungen auf die Integrität und Leistung des männlichen und weiblichen Fortpflanzungssystems sowie auf das Wachstum und die Entwicklung der Nachkommen.

### Karzinogenität
In der Langzeit-Karzinogenitätsstudie nach OECD-Guideline 451 werden Versuchstiere über einen großen Teil ihrer Lebenszeit mit der Prüfsubstanz exponiert, um zu beobachten, ob die Tiere durch die Behandlung vermehrt Tumoren entwickeln. Da diese Studien über mehrere Jahre verlaufen und eine große Zahl von Tieren benötigen, müssen solche Studien besonders sorgfältig geplant, ausgeführt und statistisch ausgewertet werden.
Am häufigsten wird die Karzinogenitätsstudie an Ratten und Mäusen durchgeführt. Mäuse müssen für eineinhalb, Ratten für zwei Jahre täglich mit der Prüfsubstanz behandelt werden, die Tiere müssen dabei regelmäßig klinisch untersucht werden. Am Ende der Behandlung werden alle Tiere getötet und sorgfältig pathologisch – makroskopisch wie mikroskopisch – untersucht. Vorgeschrieben sind drei Dosisstufen und eine unbehandelte Kontrollgruppe. Die höchste Dosis sollte eine leichte toxische Wirkung zeigen, ohne die Lebensdauer zu reduzieren. Je Dosis sollen mindestens fünfzig weibliche und fünfzig männliche Tiere behandelt werden, sodass die minimale Anzahl an Tieren beim Nagetier-Karzinogenitätstest bei 400 Tieren liegt. Die große Zahl an Tieren wird benötigt, um die notwendige statistische Power zu erhalten, die erforderlich ist, um für ein relativ seltenes Ereignis wie die Krebsentstehung durch chemische Karzinogene ein signifikantes Ergebnis zu erhalten.
Problematisch ist am Nagetier-Karzinogenitätstest, dass es eine ganze Reihe von Stoffen gibt, die nur in Nagetieren Krebs induzieren, nicht aber in anderen Säugetieren. Nicht alle positiven Befunde sind also für den Menschen relevant. Umgekehrt sind aber alle bekannten Karzinogene im Menschen auch in Ratten karzinogen, sodass man bei einem negativen Ergebnis in Maus und Ratte recht sicher eine Karzinogenität im Menschen ausschließen kann.

### Entwicklungstoxizität
Der Begriff Entwicklungstoxizität schließt Beeinträchtigungen der Entwicklung des Kindes
- vor und nach der Geburt aufgrund einer Exposition eines Elternteils vor der Empfängnis,
- aufgrund einer Exposition des Kindes während der Schwangerschaft oder
- nach der Geburt bis zum Erreichen der Geschlechtsreife ein.

Die Einstufung von Stoffen als entwicklungstoxisch dient dazu, schwangere Frauen mit einem entsprechenden Hinweis zu warnen.
Im Wesentlichen bezeichnet die Entwicklungstoxizität die Beeinträchtigungen während der Schwangerschaft oder infolge einer Exposition eines der Elternteile. Die entsprechenden Wirkungen können jederzeit im Leben des gezeugten Organismus auftreten. Zu den bedeutendsten Erscheinungen der Entwicklungstoxizität gehören
- das Absterben des sich entwickelnden Organismus,
- Missbildungen,
- Wachstumsstörungen sowie
- Störungen funktioneller Art.